# روان‌شناسی زبان
روان‌شناسی زبان بررسی رابطه متقابل بین عوامل زبانی و جنبه‌های روان‌شناختی است. این رشته عمدتاً مرتبط با مکانیسم‌هایی است که توسط آن‌ها زبان پردازش می‌شود و در مغز و ذهن نمود پیدا می‌کند؛ یعنی عوامل روان‌شناختی و نوروبیولوژیکی که انسان را قادر به اکتساب، استفاده، درک و تولید زبان می‌کنند.